# Frank Lestringant
Pour les articles homonymes, voir Lestringant.
Frank Lestringant, né le 27 janvier 1951 à Rouen, est un universitaire français, spécialiste de la littérature des voyages à la Renaissance et du XVIe siècle. Il est professeur émérite de littérature française à l'université Paris-Sorbonne. 

## Biographie
Frank Lestringant naît en 1951 à Rouen, fils d'Auguste-Jean Lestringant et de Jacqueline Ledrue, libraires à Rouen,. Il fait ses études secondaires au lycée Corneille de Rouen puis est élève de classes préparatoires au lycée Louis-le-Grand à Paris. Il est reçu à l'École normale supérieure en 1972 et à l'agrégation de lettres modernes en 1974. Il soutient en 1988 à l'université Paris-XII une thèse d'État de lettres intitulée André Thevet, cosmographe, dirigée par Jean Céard. Il est professeur dans l'enseignement secondaire et chargé de cours à l'université Paris-VIII (1976) et à l'université Paris-XII (1976-1980), puis maître de conférences à l'université de Haute-Alsace à Mulhouse (1981-1989), puis professeur à l'université Lille-III (1989-1999), enfin à l'université Paris-Sorbonne (1999-2018).

## Activités de recherche et éditoriales
Frank Lestringant s'intéresse aux récits de voyages français dans les nouveaux mondes au XVIe siècle et particulièrement aux liens entre littérature et géographie à la Renaissance. Il étudie l'itinéraire intellectuel d'André Thevet (1516-1592), cosmographe catholique des rois de France, auquel il consacre sa thèse, publiée sous l'intitulé André Thevet, cosmographe des derniers Valois en 1991. Il étudie les récits et essais historiques d'auteurs huguenots suisses, allemands, anglais et hollandais, notamment leur réflexion sur la possibilité d'implanter un refuge dans le nouveau monde. Il s'intéresse par ailleurs aux rapports entre la poésie réformée et la Bible, en étudiant les psaumes mis en vers par Clément Marot et Théodore de Bèze, et l’œuvre poétique d'Agrippa d'Aubigné. Il traite également de la violence théologique durant les guerres de religion à travers la littérature polémique protestante et catholique contemporaine. 
Il est l'auteur d'une biographie d'Alfred de Musset en 1999, et d'une d'André Gide l'inquiéteur en deux volumes en 2011-2012, 
Il dirige avec Michel Zink le premier tome de l'Histoire de la France littéraire, intitulé Naissances, renaissances (Moyen Âge-XVIe siècle).
Il est membre du comité de la Société de l'histoire du protestantisme français, de la Société française des études seiziémistes et de la Société des amis d'Agrippa d'Aubigné.

## Publications
- Le Huguenot et le Sauvage : L'Amérique et la controverse coloniale en France, au temps des guerres de religion (1555-1589), 1990, 374 p.[12] ; rééditions Klincksieck, 1999 ; Droz, 2004.
- L'Atelier du cosmographe, ou l'image du monde à la Renaissance, Albin Michel, 1991,  (ISBN 978-2226053190) 270 p.[13]
- André Thevet, cosmographe des derniers Valois, Droz, 1991, 427 p.
- Écrire le monde à la Renaissance : quinze études sur Rabelais, Postel, Bodin et la littérature géographique, Caen, Paradigme, 1993, 408 p.  (ISBN 978-2868780911).
- Richard Verstegen (édition : Frank Lestringant, Le théâtre des cruautés de Richard Verstegan (1587), Paris, Chandeigne, coll. « Magellane », 1995 (ISBN 978-2-906462-21-2).
- Une sainte horreur ou le voyage en Eucharistie, Paris, PUF, 1996. Rééd. Droz, 2012.
- Alfred de Musset, Flammarion, coll. « Grandes Biographies », 1998, 804 p.,  (ISBN 9782080670960).
- Le livre des îles : Atlas et récits insulaires de la Genèse à Jules Verne, Genève, Droz, 2002.
- Lumière des martyrs : Essai sur le martyre au siècle des Réformes, Paris, Champion, 2004 ; Classiques Garnier, 2015.
- Michel de Montaigne (choix des textes, introduction et notes : Frank Lestringant, Le Brésil de Montaigne. Le Nouveau Monde des Essais (1580-1592), Paris, Chandeigne, coll. « Magellane », 2005 (ISBN 978-2-915540-07-9).
- André Thevet (présentation et édition : Frank Lestringant, Le Brésil d’André Thevet, Paris, Chandeigne, coll. « Lusitane », 2011 (ISBN 978-2-915540-78-9).
- André Gide l’inquiéteur, Flammarion, coll. « Grandes Biographies », 2011-2012.
  - t. 1 : Le Ciel sur la terre ou l’inquiétude partagée 1869-1918, 2011, 1 165 p.
  - t. 2 : Le Sel de la terre ou l’inquiétude assumée 1919-1951, 2012, 1 522 p.
- Le Cannibale, grandeur et décadence, Perrin, coll. « Histoire et décadence » 1994, 2e éd. Droz, 2016, 328 p.,  (ISBN 978-2600005616)
- Jean de Léry ou l'invention du sauvage, Essai sur l'Histoire d'un voyage faict en la terre du Bresil, Classiques Garnier, 2016.
- Charles Gide et André, l'oncle et le neveu, Nîmes, Lucie éditions, 2018.
- Jean de Léry, le premier ethnologue, Presses Universitaires de Rennes, 2022.
- Rabelais cartes sur tables, Paris, Les Belles Lettres, coll. Essais, 224 p., 2024  (ISBN 978-2251455471)

## Distinctions
- 1999 : prix de la biographie de l'Académie française pour son livre Alfred de Musset[14]
- 2015 : docteur honoris causa de l'université de Genève[15]
- 2013 : prix de la biographie de l'Académie française pour son livre André Gide l’inquiéteur[14]